# 西藏自治区科学技术厅
西藏自治区科学技术厅（藏語：བོད་རང་སྐྱོང་ལྗོངས་ཚན་རིག་ལག་རྩལ་ཐིང་།）是中华人民共和国西藏自治区人民政府管理西藏自治区科学技术的组成部門。

## 沿革
1974年3月，西藏自治区科学技术委员会成立，统筹管理西藏自治区科技工作，并且建立和完善各地市科技管理体系。1986年12月，西藏自治区机构改革，西藏自治区科学技术协会、西藏自治区教育厅、西藏自治区科学技术委员会合并为西藏自治区教育科技委员会。1992年1月，中共西藏自治区党委决定撤销西藏自治区教育科技委员会，成立西藏自治区教育委员会、西藏自治区科学技术委员会。1992年3月，撤消中共西藏自治区教育科技委员会党组，成立中共西藏自治区教育工作委员会。1996年5月，西藏自治区科学技术协会恢复正厅级建制。2000年，西藏自治区科学技术委员会更名为西藏自治区科学技术厅。

## 职能
1. 牵头拟订科技发展规划和方针、政策，起草有关法律法规草案，制定部门规章，并组织实施和监督检查。
2. 负责组织制订国家重点基础研究计划、高技术研究发展计划和科技支撑计划，负责统筹协调基础研究、前沿技术研究、重大社会公益性技术研究及关键技术、共性技术研究，牵头组织国民经济与社会发展重要领域的重大关键技术攻关。
3. 会同有关部门组织科技重大专项实施中的方案论证、综合平衡、评估验收和制定相关配套政策，对科技重大专项实施中的重大调整提出意见。
4. 负责编制和实施国家重点实验室等科技基地计划，会同有关部门拟订重大创新基地建设规划，参与编制国家重大科学工程建设规划，提出科研条件保障的规划和政策建议，推进国家科技基础条件平台建设和科技资源共享。
5. 制定政策引导类科技计划并指导实施，会同有关部门拟订高新技术产业化政策，指导国家级高新技术产业开发区建设。
6. 组织拟订科技促进农村和社会发展的方针政策，制订相关重要措施和办法，促进以改善民生为重点的农村建设和社会建设。
7. 会同有关部门拟订促进产学研结合的相关政策、制定科技成果推广政策，指导科技成果转化工作，组织相关重大科技成果应用示范，推动企业自主创新能力建设。
8. 提出科技体制改革的方针政策和重大措施建议，推进科技体制改革工作，审核相关科研机构的组建和调整，优化科研机构布局。
9. 负责本部门预算中的科技经费预决算及经费使用的监督管理，会同有关部门提出科技资源合理配置的重大政策和措施建议，优化科技资源配置。
10. 负责国家科学技术奖评审的组织工作，会同有关部门拟订科技人才队伍建设规划，提出相关政策建议。
11. 制定科普规划和政策，拟订促进技术市场、科技中介组织发展政策，制定科技保密管理办法，负责相关科技评估管理和科技统计管理。
12. 组织拟订对外科技合作与交流的政策，负责政府间双边和多边及国际组织间科技合作与交流工作，指导相关部门和地方对外科技合作与交流工作，负责驻外使领馆科技干部的选派与相关管理，组织科技援外与科技援华相关工作。
13. 承办科技部交办的其他事项。[5]

## 机构设置

### 内设机构
- 办公室
- 政工人事处（机关党委）
- 计划财务审计处
- 自治区知识产权局
- 农牧科技处（自治区星火计划办公室）
- 高新技术发展及产业化处（自治区火炬计划办公室）
- 政策法规处（成果管理处）

### 直属事业单位
- 西藏自治区科技信息研究所
- 西藏自治区高原生物研究所
- 西藏自治区能源研究示范中心
- 西藏自治区生产力促进中心
- 西藏自治区科技创业服务中心[6]

## 历任厅长
- 马胜杰（2007年7月—2013年1月19日）[7]
- 岗青（2013年1月30日—）[8]